# Vincent de Kooker
Vincent de Kooker (Leiden, 1976) is een Nederlands grafisch ontwerper en theatervormgever.

## Leven en werk
Na zijn opleiding aan de Reinwardt Academie en de Koninklijke Academie van Beeldende Kunsten in Den Haag start De Kooker met zijn beroepspraktijk in 2006 en werkt hij in opdracht van verschillende partijen met name uit de Theaterwereld. De ontwerpen lopen uiteen van grafische vormgeving tot scenografie. In opdracht van de Vereniging van Schouwburgdirecteuren ontwerpt hij de jeugdtheaterprijs 'De Gouden Krekel'. Naast opdrachten werkt De Kooker ook autonoom als beeldend kunstenaar.

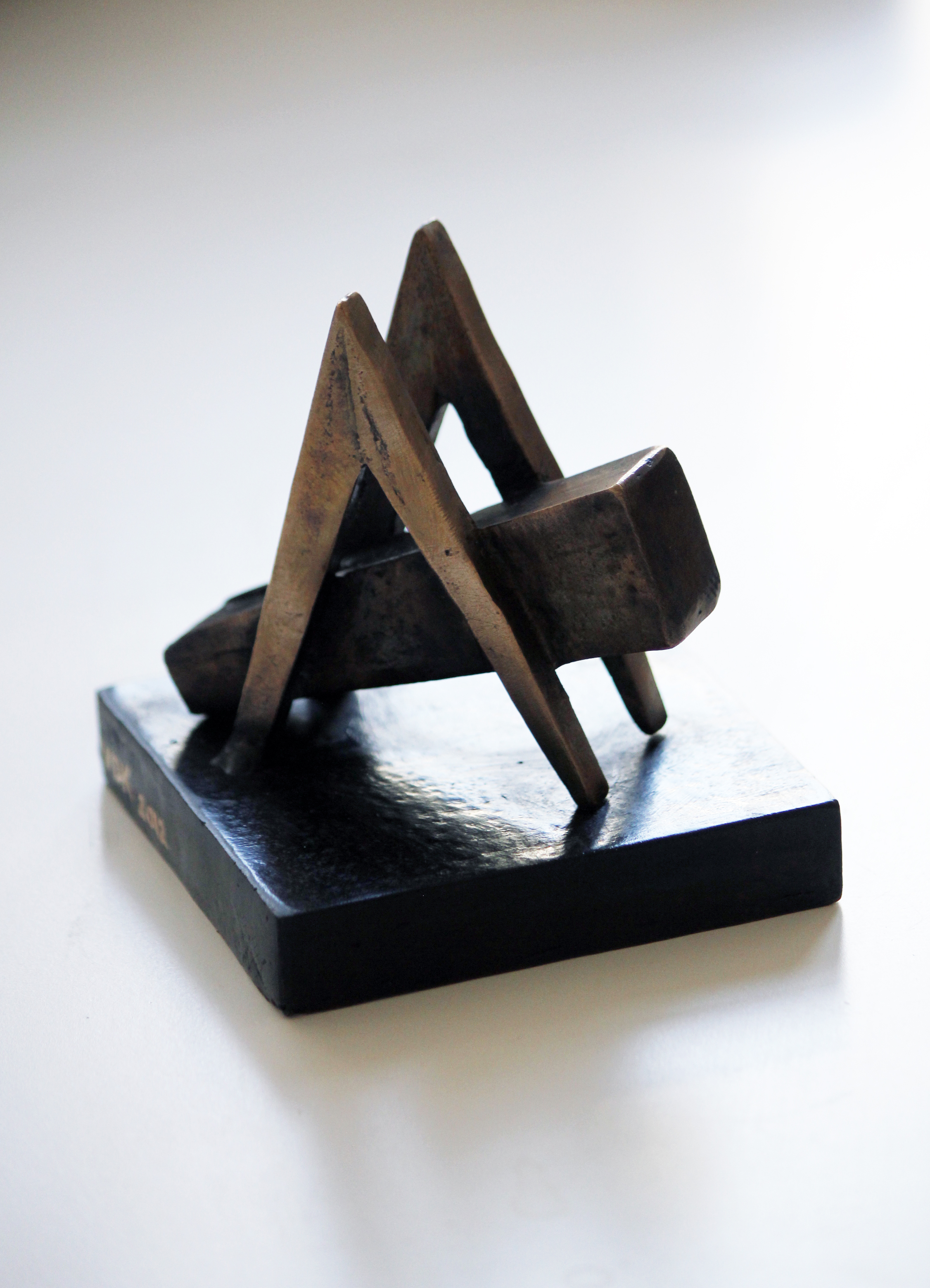
De Gouden Krekel

De Kooker is als docent verbonden aan diverse scholen en educatieve instellingen zoals The International School of Seychelles (art departement), Stroom Den Haag, Montessori Lyceum Rotterdam en Cultuurschakel Den Haag.
De Kooker stelt exposities samen van eigen werk in binnen- en buitenland zoals in het Kunstmuseum Den Haag maar ook in de Haagse Kunstkring, Galerie Walls in Amsterdam, Galerie de Ouverture in Cadzand.
Het werk van De Kooker is soms klinisch en sereen, soms uitbundig of zelfs bombastisch maar nooit eenvoudig en makkelijk. Ongeacht welke opdracht de modus operandi blijft hetzelfde: het moet vernieuwen en raken.
De Kooker werd in 2007 genomineerd voor de Koninklijke Prijs voor Vrije Schilderkunst.